# 任天堂Dream
《任天堂Dream》（Nintendo Dream）是德间书店发行的日本电子游戏杂志，是日本的任天堂主题杂志。最初名为《The 64Dream》，在1996年6月任天堂64发售时创刊。后在2001年5月任天堂GameCube发售前易为现名。
《The 64Dream》在2001年改名前是月刊。2002年改为半月刊，在每月6日和21日发行。2005年又改回月刊，维持至今。
《任天堂Dream》是日本仅有的涵盖开发者访谈的任天堂主题杂志。杂志每期都有攻略、游戏列表、书籍等附加项目。